# Вишнёвый сок

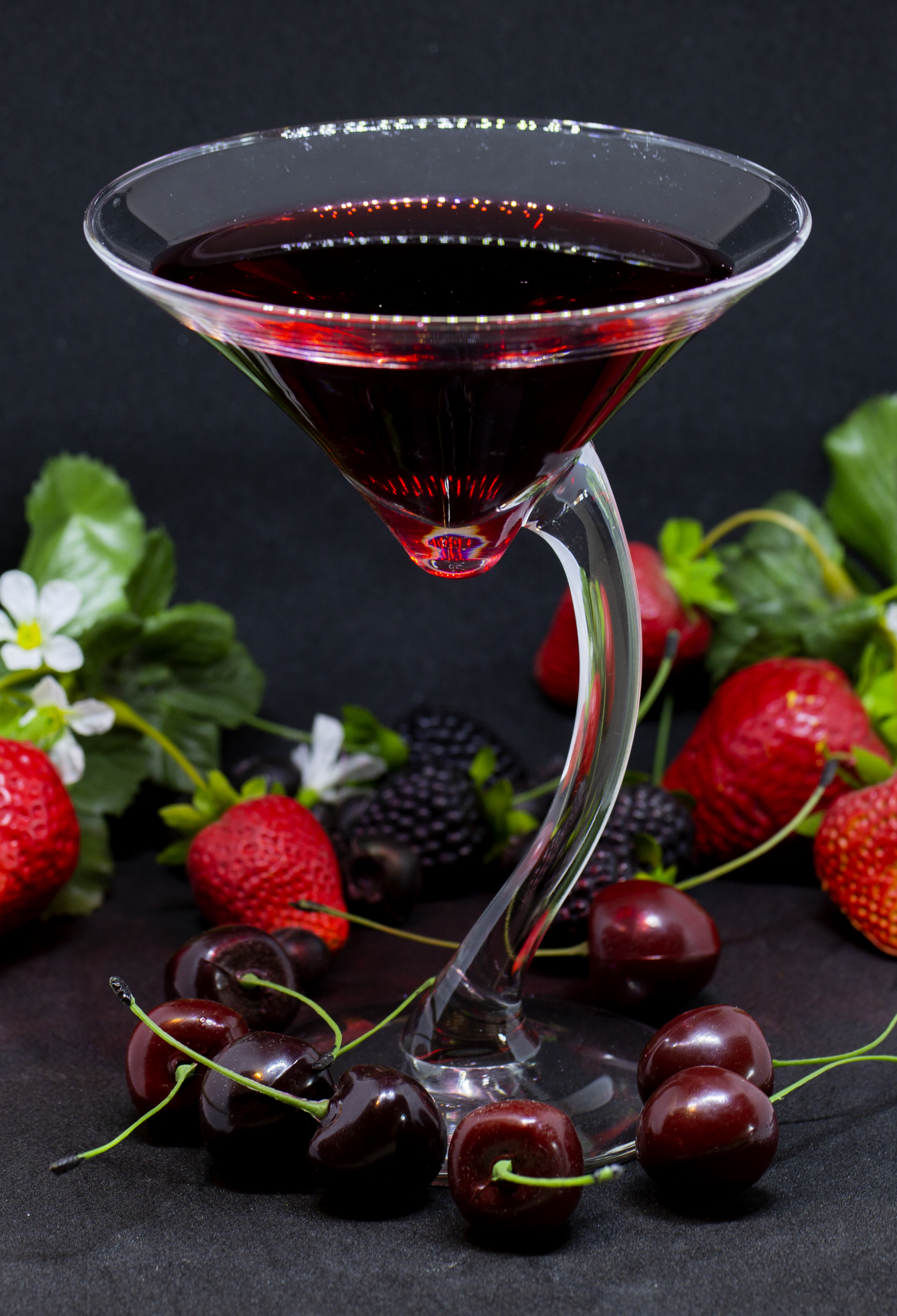
Вишнёвый сок в бокале

Вишнёвый сок — продукт, получаемый из плодов вишни. Свежевыжатый вишнёвый сок обычно прозрачен, имеет красный цвет и жидкую консистенцию. Продаётся разлитым в пачки или пластмассовые или стеклянные бутылки. Входит в состав множества алкогольных и безалкогольных коктейлей.
Вишнёвый сок богат химическим составом. Он практически не содержит сахарозу, имеет в своём составе высокое содержание сорбита и органические кислоты. Сок вишни богат минеральными и полифенольными соединениями, особенно антоцианинами.
Древние славяне использовали вишнёвый сок в самых разнообразных целях. Им поили раненых людей, его же давали старикам и детям, предварительно смешивая с молоком.
При отсутствии аллергии, вишнёвый сок показан для лечения таких болезней, как артрит и подагра, а также при пониженном гемоглобине. Он помогает вывести мокроту из лёгких и снять жар.